# Amparito Farrar

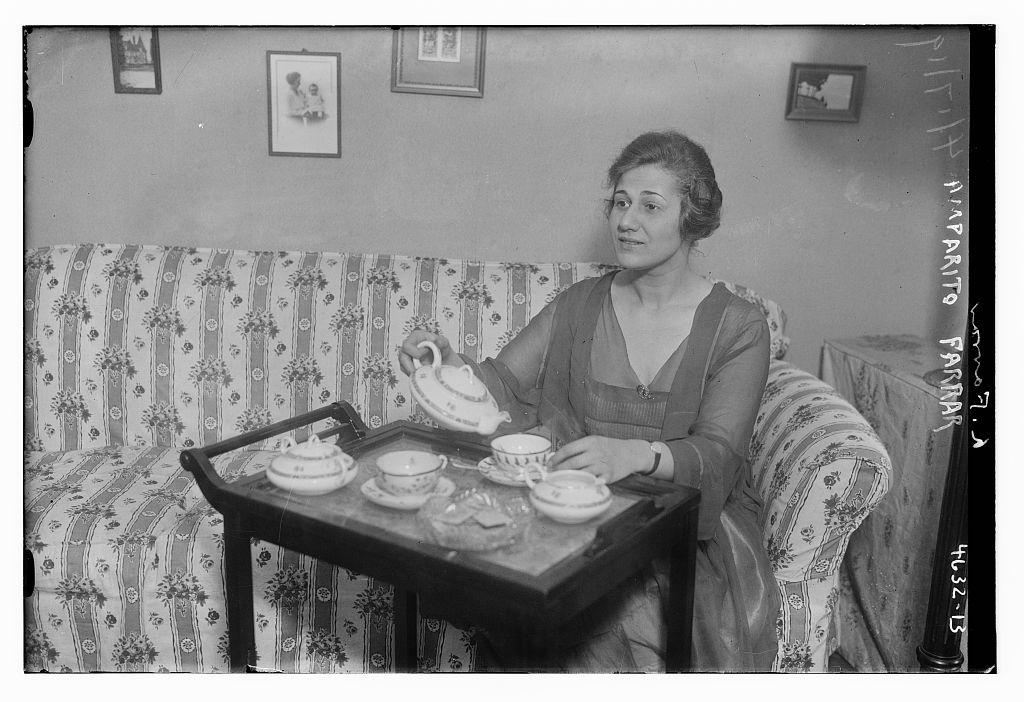
Amparito Farrar in 1918

Amparito Farrar (1893 in Oregon – 1989) war eine US-amerikanische Opernsängerin (Sopran).

## Leben
Über Farrar, die nicht mit Geraldine Farrar verwandt war, ist nur wenig bekannt. Einige wenige Konzertauftritte in amerikanischen Städten sind nachweisbar, so in etwa im Mai 1919 in Lawrence, Massachusetts. Dort sang sing sie in einer konzertanten Aufführung von Gounods Faust neben Paul Althouse.
Ihre Stimme, ein schön gebildeter lyrischer Sopran, ist auf drei Columbia-Schallplatten erhalten geblieben.